# تافین
تافین (به انگلیسی: Taffin) فیلمی محصول سال ۱۹۸۸ و به کارگردانی فرانسیس مگاهی است. در این فیلم بازیگرانی همچون پیرس برازنان، ری مک‌آنالی، آلیسون دودی، جرالد مک‌سورلی، پاتریک برگین، فرانک کلی و درموت مورگان ایفای نقش کرده‌اند.